# التقسيم الإداري في غامبيا

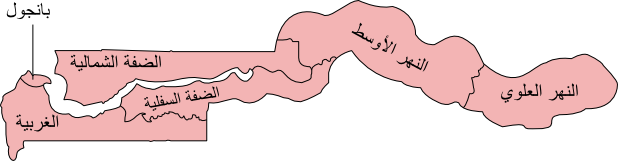
أقسام غامبيا

تنقسم غامبيا إلى خمس أقسام إدارية ومدينة واحدة. أنشئت أقسام غامبيا من قبل اللجنة الانتخابية المستقلة وفقًا للمادة 192 من الدستور الوطني. وحسب إحصاء عام 2013، كانت الضفة الغربية هي الأكثر اكتظاظًا بالسكان حيث بلغ عدد سكانها 699,704 نسمة، بينما كان النهر السفلي أقل عدد من السكان حيث بلغ 82,361 نسمة. وشوهدت أقصى كثافة سكانية في الغرب بواقع 396.59 فردًا لكل كيلومتر مربع، بينما كانت أقل كثافة سكانية في منطقة النهر السفلي حيث بلغت 50.90 فردًا لكل كيلومتر مربع.

## التقسيمات
| اسم                     | العاصمة                   | الوضع | عدد السكان (2013) | المساحة (كم2) | الكثافة  | صورة |
| ----------------------- | ------------------------- | ----- | ----------------- | ------------- | -------- | ---- |
| بانجول                  | بانجول                    | مدينة | 413,397           | 87.78         | 4,709.47 |      |
| النهر المركزي           | جانجانبوريه [الإنجليزية]  | منطقة | 226,018           | 2,894.25      | 78.09    |      |
| الضفة السفلية           | مانسا كونكو               | منطقة | 82,361            | 1,618.00      | 50.90    |      |
| الضفة الشمالية (غامبيا) | كيريوان [الإنجليزية]      | منطقة | 221,054           | 2,255.50      | 98.01    |      |
| النهر العلوي            | باس سانتا سو [الإنجليزية] | منطقة | 239,916           | 2,069.50      | 115.93   |      |
| الساحل الغربي (غامبيا)  | بريكاما                   | منطقة | 699,704           | 1,764.25      | 396.60   |      |

## الإدارة المحلية
كانت غامبيا، إلى جانب السنغال، مستعمرات لفرنسا وبريطانيا حتى عام 1894. وحصل كلا البلدين على الاستقلال في عام 1965 ثم اتحدت الدولتان في اتحاد يسمى سينيغامبيا من عام 1982 حتى 1989. وعلى عكس دول غرب إفريقيا، تتمتع غامبيا بحكم مستقر نسبيًا. وحل قانون الحكومة المحلية الذي تم تمريره في عام 2002 محل قوانين الحكومة المحلية السابقة، وتم تحديد ست حكومات محلية، كل منها مقسم إلى مناطق وأقسام. رئيس البلدية الذي هو رئيس المجلس وأعضاء المجلس يتم انتخابهم من قبل سكان المنطقة. وأجريت آخر انتخابات محلية في أبريل 2002.